# 500-km-Rennen von Bridgehampton 1964, 1. Rennen

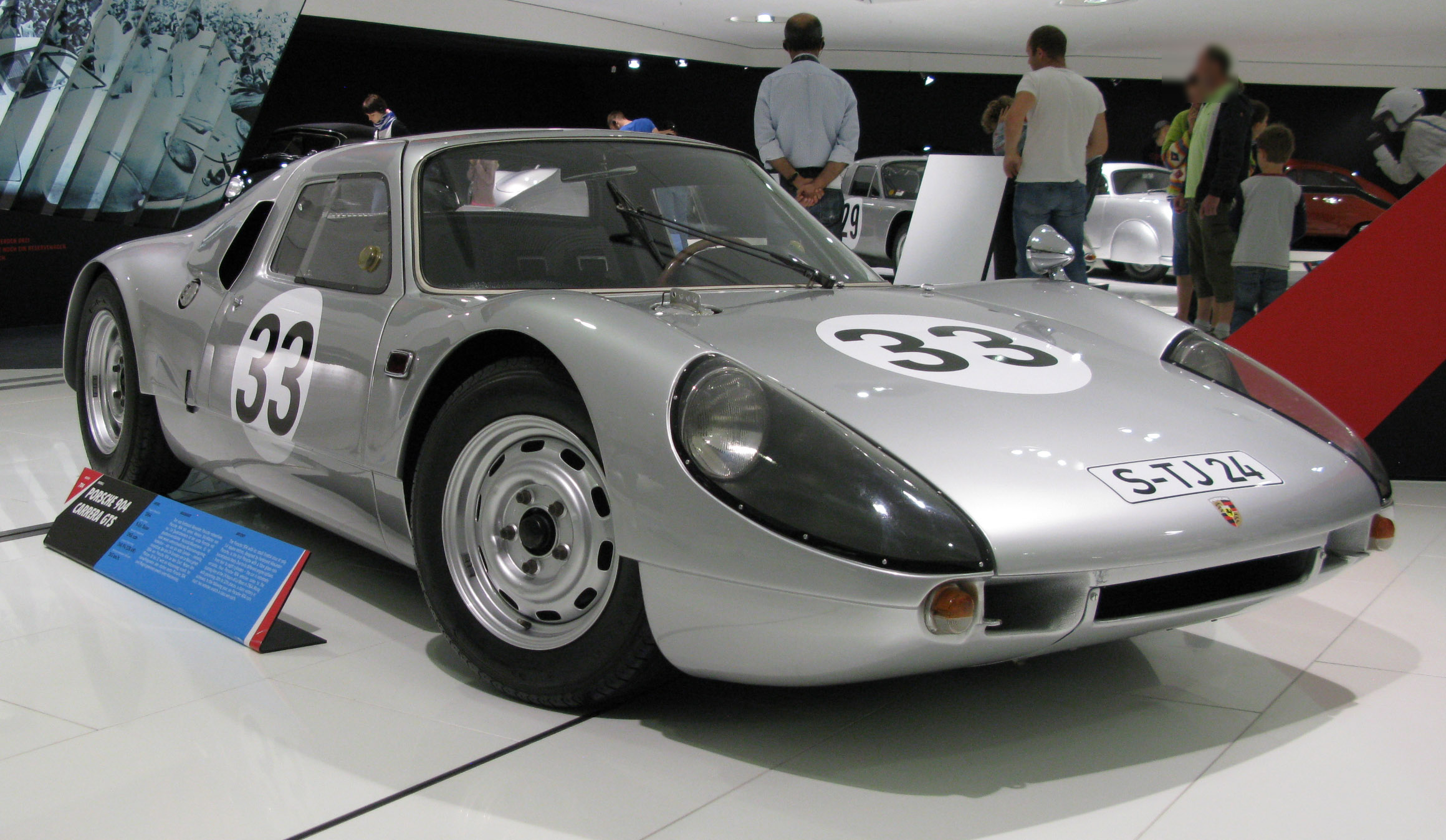
Porsche 904 GTS

Das 500-km-Rennen von Bridgehampton, auch Bridgehampton Double 500 (500-Kilometer Race for F.I.A. Grand Touring Category, and for the GT Prototype, SCCA Modified and F.I.A. Appendix C Sports Cars to 1600 cc), Bridgehampton, wurde 1964 in zwei Läufen ausgefahren. Am 19. September gingen die Fahrzeuge der Klassen bis 2 Liter Hubraum an den Start. Einen Tag später, am 20. September, fuhren die GT-Rennwagen bis und über 3 Liter Hubraum ihr Rennen aus.

## Das Rennen
Obwohl der Bridgehampton Race Circuit mit einer Länge von 4,603 km ausreichend lang war, wurde das Rennen in zwei Läufen an zwei Tagen ausgefahren. Den Anfang machten Rennfahrzeuge bis zum maximalen Hubraum von 2 Litern. Nach 110 Runden und einer Fahrzeit von 3:39:00,200 Stunden siegten Joe Buzzetta und Bill Wuesthoff auf einem Porsche 904 GTS.

## Ergebnisse

### Schlussklassement
| 1               | GT 2.0   | 30 | Ed Weschler                  | Joe Buzzetta Bill Wuesthoff        | Porsche 904 GTS                    | 110 |
| 2               | GT 2.0   | 37 | Steve Berg                   | Skip Scott                         | Porsche 904 GTS                    | 109 |
| 3               | GT 2.0   | 19 | Harry Theodoracopulos        | Harry Theodoracopulos Bob Grossman | Alfa Romeo Giulia TZ               | 107 |
| 4               | SR/P 1.6 | 44 | Wetson's Drive-In            | Herb Wetanson                      | Porsche 718 RSK                    | 106 |
| 5               | GT 2.0   | 34 | Faza Motorsport              | Jody Porter Bud Patterson          | Abarth-Simca 2000 GT               | 102 |
| 6               | GT 1.3   | 7  | Tom O’Brien                  | Tom O’Brien Jim O’Brien            | Alfa Romeo Giulietta Sprint Zagato | 101 |
| 7               | GT 2.0   | 31 | Art Riley Motors Inc.        | Art Riley                          | Volvo P1800                        | 101 |
| 8               | GT 2.0   | 38 | Walt Hansgen                 | Mark Donohue                       | MGB                                | 100 |
| 9               | GT 2.0   | 17 | Paul Bruk & Son, Inc.        | Bob Sharp                          | Datsun SPL310                      | 97  |
| 10              | GT 1.3   | 14 | Autosport International Inc. | Paul Richards John Norwood         | Alpine A110 1100                   | 96  |
| 11              | SR/P 1.6 | 41 | Suburban Racing Team         | John Dennis                        | Denmacher                          | 96  |
| 12              | GT 2.0   | 35 | Arch McNeill                 | Arch McNeill                       | Morgan Plus 4                      | 93  |
| 13              | GT 2.0   | 16 | Paul Bruk & Son Inc.         | Allan Wylie                        | Datsun SPL310                      | 87  |
| 14              | SR/P 1.6 | 45 | Charles Hayes Racing Ltd.    | Ralph Trieschmann Dick Young       | Elva Mk.VII                        | 85  |
| 15              | SR/P 1.6 | 11 | Al Pease Racing Partnership  | Al Pease                           | Austin Mini-Cooper S               | 84  |
| 16              | GT 1.3   | 4  | Ecurie Escargot              | Ted Glaser                         | Austin-Healey Sprite               | 80  |
| Ausgefallen     |          |    |                              |                                    |                                    |     |
| 17              | SR/P 1.6 | 47 | Autosport International Ltd. | William Haenelt                    | Alpine A110 1100                   | 62  |
| 18              | GT 2.0   | 32 | RBM Motors Inc.              | Jack Ryan                          | Porsche 904 GTS                    | 48  |
| 19              | SR/P 1.6 | 40 | Don Rosendale                | Don Rosendale George Alderman      | Genie                              | 24  |
| 20              | GT 1.3   | 1  | Art Swanson                  | Art Swanson                        | Fiat-Abarth 1000                   | 20  |
| 21              | GT 2.0   | 18 | Dinkelacker Importers        | Dieter Steinmann                   | Porsche 356B Speedster             | 16  |
| 22              | GT 1.3   | 8  | Faza Motorsport              | Robert Ennis Tom Bancroft          | Abarth-Simca 1300 Bialbero         | 10  |
| 23              | GT 1.3   | 2  | Paul Layman                  | Paul Layman                        | Fiat-Abarth 1000                   | 5   |
| 24              | GT 2.0   | 20 | Delta Racing Associates      | Robert Adams Mickey Sohn           | MGA                                | 3   |
| 25              | GT 1.3   | 3  | Hans Kraaz                   | Hans Kraaz Henry Kraaz             | Fiat-Abarth 1000                   | 2   |
| 26              | SR/P 1.6 | 42 | High Performance Cars Inc.   | Peter Sachs                        | Brabham BT5                        | 1   |
| Nicht gestartet |          |    |                              |                                    |                                    |     |
| 27              | GT 2.0   | 15 | Bruce Jennings               | Bruce Jennings                     | Porsche 356B Carrera               | 1   |

1 nicht gestartet

### Nur in der Meldeliste
Hier finden sich Teams, Fahrer und Fahrzeuge, die ursprünglich für das Rennen gemeldet waren, aber aus den unterschiedlichsten Gründen daran nicht teilnahmen.
| Pos. | Klasse   | Nr. | Team                         | Fahrer                   | Chassis                |
| ---- | -------- | --- | ---------------------------- | ------------------------ | ---------------------- |
| 28   | GT 1.3   | 12  | Lifetime Motors Inc.         | Vic Meinhardt            | Porsche 356B Speedster |
| 29   | GT 2.0   | 33  | Faza Motorsport              | John Cannon Al Cosentino | Abarth-Simca 2000 GT   |
| 30   | GT 2.0   | 36  | Buehl Imported Cars          | Uwe Buehl                | Porsche 904 GTS        |
| 31   | SR/P 1.6 | 43  | G.R.T. Enterprises           | Mike Goth                | Lotus 23               |
| 32   | SR/P 1.6 | 48  | Autosport International Ltd. | Dick Thompson            | Alpine A110 1100       |

### Klassensieger
| Klasse   | Fahrer        | Fahrer         | Fahrzeug                           | Platzierung im Gesamtklassement |
| -------- | ------------- | -------------- | ---------------------------------- | ------------------------------- |
| SR/P 1.6 | Herb Wetanson |                | Porsche 718 RSK                    | Rang 4                          |
| GT 2.0   | Joe Buzzetta  | Bill Wuesthoff | Porsche 904 GTS                    | Gesamtsieg                      |
| GT 1.3   | Tom O’Brien   | Jim O’Brien    | Alfa Romeo Giulietta Sprint Zagato | Rang 6                          |

### Renndaten
- Gemeldet: 32
- Gestartet: 26
- Gewertet: 16
- Rennklassen: 3
- Zuschauer: 15000
- Wetter am Renntag: kalt und trocken
- Streckenlänge: 4,603 km
- Fahrzeit des Siegerteams: 3:39:00,200 Stunden
- Gesamtrunden des Siegerteams: 110
- Gesamtdistanz des Siegerteams: 506,300 km
- Siegerschnitt: 136,633 km/h
- Pole Position: George Alderman – Genie (#40) – 1:54,400 = 144,841 km/h
- Schnellste Rennrunde: Scip Scott – Porsche 904 GTS (#37) – 1:55,600 = 143,338 km/h
- Rennserie: 18. Lauf zur Sportwagen-Weltmeisterschaft 1964